# Báron Sándor
Báron Sándor (Budapest, 1886. január 9. – Oakland, 1961. november 2.) orvos, egyetemi magántanár.

## Életpályája
Báron Jónás (1845–1911) orvos, egyetemi magántanár és Deutsch Ilona (1860–1939) gyermekeként született. Középiskolai tanulmányait a Budapesti V. Kerületi Királyi Katolikus Főgimnáziumban (1895–1903) végezte, majd a Budapesti Tudományegyetem Orvostudományi Karának hallgatója lett (1903–1908).
1904-től a II. sz. Leíró-, Tájbonctani és Szövettani intézetben díjazatlan demonstrátorként dolgozott. 1907-ben a II. sz. Anatómiai Tanszék mellé nevezték ki díjazatlan gyakornoknak. A következő évtől az I. sz. Kórboncolástani Intézethez került mint díjas gyakornok. 1909-től a II. sz. Sebészeti Műtőintézetnél állt alkalmazásban. 1910-ben avatták orvosdoktorrá.
Az első világháborúba mint segédorvos vonult be, de bátorságáért csakhamar megkapta a Signum Laudist, és főorvossá nevezték ki. A Magyar Királyi Hadigondozó Hivatal Sátoraljaújhelyi Intézetének osztályvezető főorvosa volt.
Érdeklődése az ortopédia felé irányult, s az egyetemi ortopédiai klinikán nyerte el szakképesítését. 1914 és 1916 között a budapesti Pajor Intézet épületében működő Medicomechanikai és orthopaediai intézet vezető orvosa volt. Ezzel egy időben a II. sz. Sebészeti Klinika ortopéd rendelését vezette.
1918-ban a Budapesti Tudományegyetem Orvostudományi Karán az orthopaed sebészet című tárgykörből egyetemi magántanári képesítést szerzett. 1919 áprilisában a munkaügyi és népjóléti népbiztosság kinevezte a Vas-utcai közkórházba (Pajor Szanatórium) a végtag-sebészeti betegek osztályához.
A Tanácsköztársaság bukása után megvonták tanítási engedélyét. A Pesti Izraelita Hitközség Bródy Zsigmond és Adél Gyermekkórházának rendelő főorvosa lett, s mint ortopéd főorvos a Gyermekvédő Ligában teljesített szolgálatot. 1928-ban kinevezték a Szeretetkórház, valamint a Budai Izraelita Hitközség ambulatóriumának sebész főorvosává.
Az első zsidótörvény (1938) megjelenése idején elhagyta az országot, és az Amerikai Egyesült Államokban telepedett le, ahol a háború után csatlakozott hozzá húga, Piroska és egyik fivére, Gyula is. 
Felesége Goldberg Mária Anna volt, Goldberg József és Oblat Julianna lánya, akit 1918. szeptember 29-én Budapesten vett nőül.

## Művei
- Műtét útján gyógyult külső végbélnyoma. (Budapesti Orvosi Újság, 1910, 27.)
- Májműtétek vértelen végrehajtása. (Orvosi Hetilap, 1910, 50.)
- Adatok a cholelithiasis pathologiájához. (Orvosi Hetilap, 1911, 10–11.)
- A kerek gyomorfekély sebészeti gyógyítása. Borszéky Károllyal. (Orvosi Hetilap, 1911, 32–33.)
- Spastikus homokóragyomor duodenalis folyamatoknál. Bársony Tivadarral. (Budapesti Orvosi Újság, 1912, 28.)
- A duodenális ulcus s egyéb duodenális folyamatok Röntgen-diagnostikajáról. Bársony Tivadarral. (Budapesti Orvosi Újság, 1912, 42.)
- A sérvek Röntgen-vizsgálatáról. Bársony Tivadarral. (Orvosi Hetilap, 1919, 49.)
- Adatok a gyomorfekély kísérletes kórtanához. (Budapesti Orvosi Újság, 1913, 44.)
- A vérzéscsillapítás májműtétek alkalmával. Borszéky Károllyal. (Orvosi Hetilap, 1913, 45.)
- Sebesült és beteg katonáink korai functionális kezeléséről. (Orvosi Hetilap, 1916, 44.)
- A többizületes izmok rövidüléséről. (Budapesti Orvosi Újság, 1917, 11–13)
- A m. biceps brachii meghosszabbításáról. (Orvosi Hetilap, 1917, 39.)
- Az orthopaed térdresectio technikájáról. (Orvosi Hetilap, 1917, 41.)
- Idegtransplantatio tervezete kétoldali teljes felső végtaghüdésnél. (Orvosi Hetilap, 1918, 14.)
- Metacarpus-ujj készítéséről. (Orvosi Hetilap, 1919, 17.)
- Az idegek ellátásáról csonkolások alkalmával. (Orvosi Hetilap, 1919, 23.)